# Углов, Владимир Васильевич
Владимир Васильевич Углов (род. 21 декабря 1954, Могилёв) — советский и белорусский учёный, доктор физико-математических наук, заведующий кафедрой физики твердого тела, профессор физического факультета БГУ.

## Биография
Углов Владимир Васильевич родился 21 декабря 1954 года в городе Могилёве.
Окончил Белорусский государственный университет. Работает там же, в 1992-2012 зав. лабораторией физики ионно-плазменной модификации твёрдых тел, в настоящее время - заведующий кафедрой физики твердого тела, профессор.
По совместительству - ведущий научный сотрудник лаборатории №1 Института физики высоких технологий Томского политехнического университета.
В 1986 г. защитил кандидатскую диссертацию: Структурные и фазовые превращения в никеле облученном ионами аргона и мышьяка : диссертация ... кандидата физико-математических наук : 01.04.07. - Минск, 1986. - 222 с. : ил.
В 2006 году стал доктором физико-математических наук, в 2008 году - профессором.

## Область научной деятельности
Изучает ионно-плазменные энергетические процессы и технологии синтеза и модификации материалов и их практическое применение.

## Публикации
1. Монографии – 3 (изд-ва «Бел. наука», «Nova Science Publishers» и БГУ).
2. Статьи в научных журналах - более 800.
3. Индекс Хирша – 23.
4. Патенты – 10 (в т.ч. 5 российских и 5 белорусских).

Списки публикаций (более 800):
- https://scholar.google.com/citations?user=OO_t3WIAAAAJ&hl=en
- http://www.physics.bsu.by/sites/default/files/files/departments/Solid_State_Phys/Spisok_Uglov.pdf

## Основные результаты научной деятельности
1. Цикл теоретических и экспериментальных исследований по установлению закономерностей и особенностей структурно-фазовых превращений в поверхностных слоях металлов и сплавов при высокоэнергетических комбинированных ионных и плазменных воздействиях и включенных в Международную базу данных Mössbauer Effect Data Center (MEDC, США).
2. Теоретически и экспериментально установлено, что динамические процессы, происходящие в наночастицах размером до 50 нм, при радиационном воздействии (ионы, электроны, жесткие γ-кванты), формируют силовые факторы (упругая и термоупругая реакции решетки), существенно влияющие на эволюцию дефектно-примесной системы и приводящие, в свою очередь, к уменьшению дефектности материала.
3. Как следствие этого разработана концепция создания радиационностойких наноструктурированных материалов, в основе которой лежат механизмы самоорганизационного поведения наночастиц в поле ионизирующих излучений.
4. Установлены физические механизмы влияния размерных эффектов на стойкость ODS сталей к воздействию осколков деления (теория, эксперимент).

## Международная деятельность
Член Европейского материаловедческого общества, Член международных научных и программных комитетов ряда конгрессов, симпозиумов и конференций: «The European Materials Research Society Spring Meeting»; «Energy Fluxes and Radiation Effects»; «Физика взаимодействия заряженных частиц с кристаллами»; «Plasma Physics and Plasma Technologies»; «Nanomaterials: Application and Properties»; «Nuclear and Radiation Physics»; «Взаимодействие излучений с твердым телом». Член редколлегии международных журналов – 2. Руководство международными проектами в рамках БРФФИ – 5, ГКНТ – 1.  Количество пленарных докладов на международных конгрессах – 4.

## Результаты инновационной деятельности
1. Разработка, апробирование и внедрение уникального технологического комплекса для комбинированных высокоэнергетических ионных и плазменных воздействий, обеспечивающих существенное повышение эксплуатационных характеристик изделий и деталей, используемого (и внедренного) на предприятиях машиностроения, в научных и заводских лабораториях Республики Беларусь, а также ближнего и дальнего зарубежья.
2. Создание радиационностойких композиционных наноструктурированных материалов для ТВЭЛов ядерно-энергетических установок, работающих в экстремальных условиях.
3. Разработка и внедрение установок для исследования процессов трения и адгезионных свойств покрытий.

## Читаемые курсы
1. Радиационные эффекты в твердых телах
2. Структурно-фазовые изменения при облучении
3. Действие излучений на материалы ядерной техники

## Основные публикации
- Дифракционный анализ [Текст] : учебное пособие для студентов высших учебных заведений по специальности "Физика (по направлениям)" / В. М. Анищик, В. В. Понарядов, В. В. Углов. - Минск : Вышэйшая школа, 2011. - 213, [2] с. : ил., табл.; 22 см.; ISBN 978-985-06-1834-4
- В. М. Анищик, В. В. Понарядов, В. В. Углов. Дифракционный анализ.2002, — Мн.: БГУ — 171с.
- В. М. Анищик, В. В. Углов. Модификация инструментальных материалов ионными и плазменными пучками.2003, — Мн.: БГУ, — 191 с.
- В. В. Углов, Н. Н. Черенда, В. М. Анищик. Методы анализа элементного состава поверхностных слоев. 2007, Минск: БГУ. — 167 с.
- N.N. Cherenda, V.V. Uglov. Modification of Steels Microhardness by Compression Plasma Flows. In: Handbook of Material Science Research. Editors: Charles Rene and Eugene Turcotte, Nova Science Publishers, NY, 2010, pp. 125–172.
- В. В. Углов, Н. Н. Черенда, В. М. Анищик, В. М. Асташинский, Н. Т. Квасов. Модификация материалов компрессионными плазменными потоками. Минск: БГУ, 2013, 248 с.
- А. П. Ласковнев, Ю. Ф. Иванов, Е. А. Петрикова, Н. Н. Коваль, В. В. Углов, Н. Н. Черенда, Н. В. Бибик, В. М. Асташинский. Модификация структуры и свойств эвтектического силумина электронно-ионно-плазменной обработкой. Беларуская навука, Минск, 2013, 287 c.

## Награды
- диплом I степени Института физики им. Б. И. Степанова НАН Беларуси (2010),
- премия специального фонда Президента Республики Беларусь (2011),
- почётная грамота Белорусского республиканского фонда фундаментальных исследований (2013),
- премия им. академика В. А. Коптюга (2014).